# Mutual assured destruction
Mutual assured destruction, förkortat MAD, "ömsesidig garanterad förstörelse", är en militär doktrin som bygger på massiv vedergällning med massförstörelsevapen.
Begreppet "mutual assured destruction", "MAD", formulerades av John von Neumann, som uppskattade humoristiska akronymer.
Den är även känd under eufemismen "kärnvapenavskräckning", eftersom kärnvapen, i praktiken, har varit det massförstörelsevapen som har varit den enda kategori av vapen vilka har varit tillräckligt kraftfulla för att kunna förverkliga denna doktrin.
För att tillämpa MAD fordras andraslagsförmåga. Redan på 1950-talet hade både USA och Sovjetunionen förmågan att utplåna varandra. Båda sidor hade även utvecklat andraslagsförmåga, det vill säga de kunde göra en förödande attack också efter att motparten gjort ett fullständigt anfall (speciellt med hjälp av atomubåtar). Detta skulle, i teorin, innebära att ingen vågade anfalla eftersom det skulle betyda självmord – man fick en terrorbalans.
Doktrinen kan ses som en form av Nashjämvikt, eftersom ingen sida, då de väl har uppnått erforderlig kapacitet, har någon rationell anledning att inleda en konflikt, eller att avhända sig denna kapacitet.